# Сакалава (птах)
Сакалава (Ploceus sakalava) — вид горобцеподібних птахів ткачикових (Ploceidae). Ендемік Мадагаскару.

## Опис

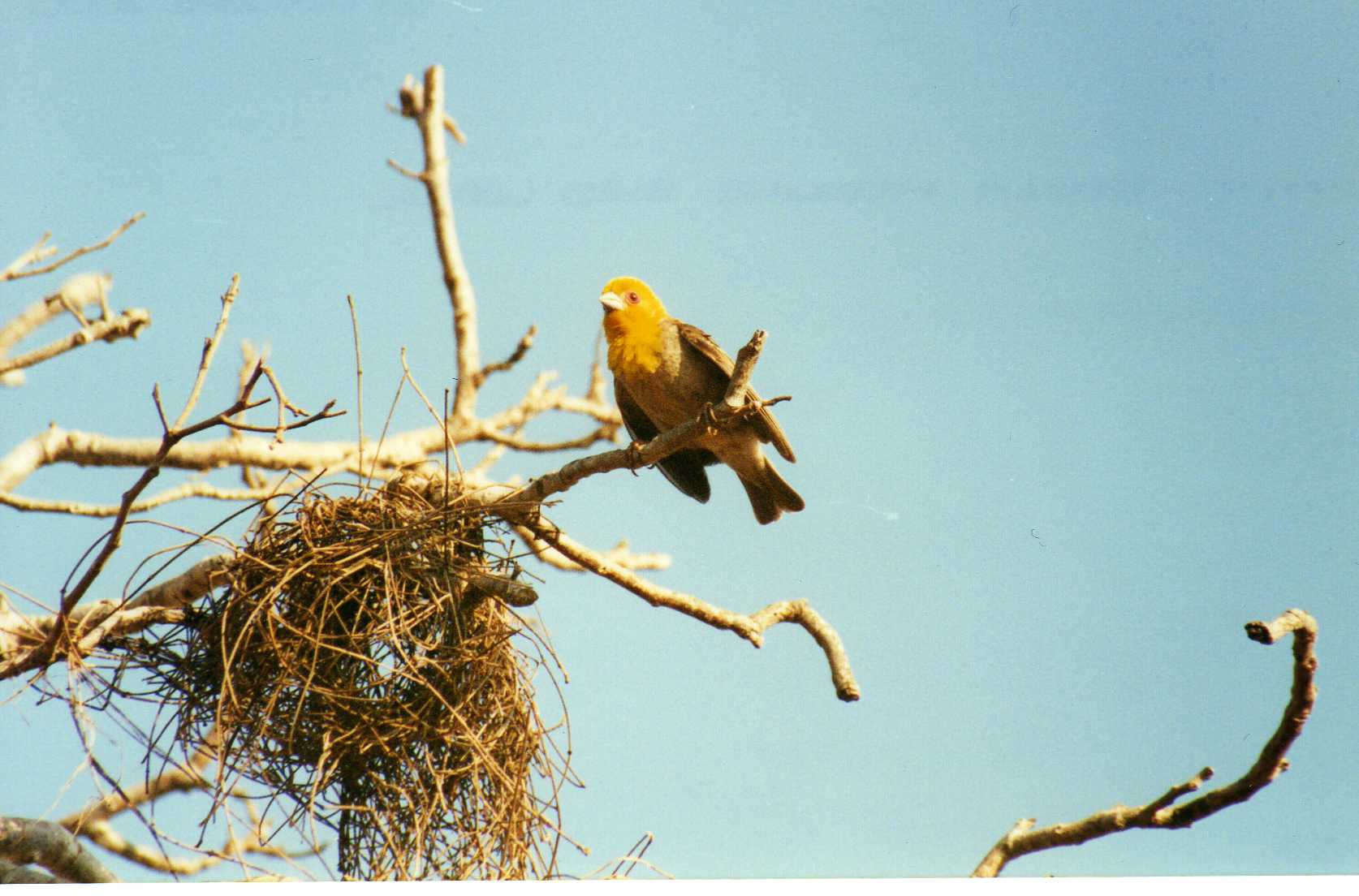
Сакалава біля гнізда

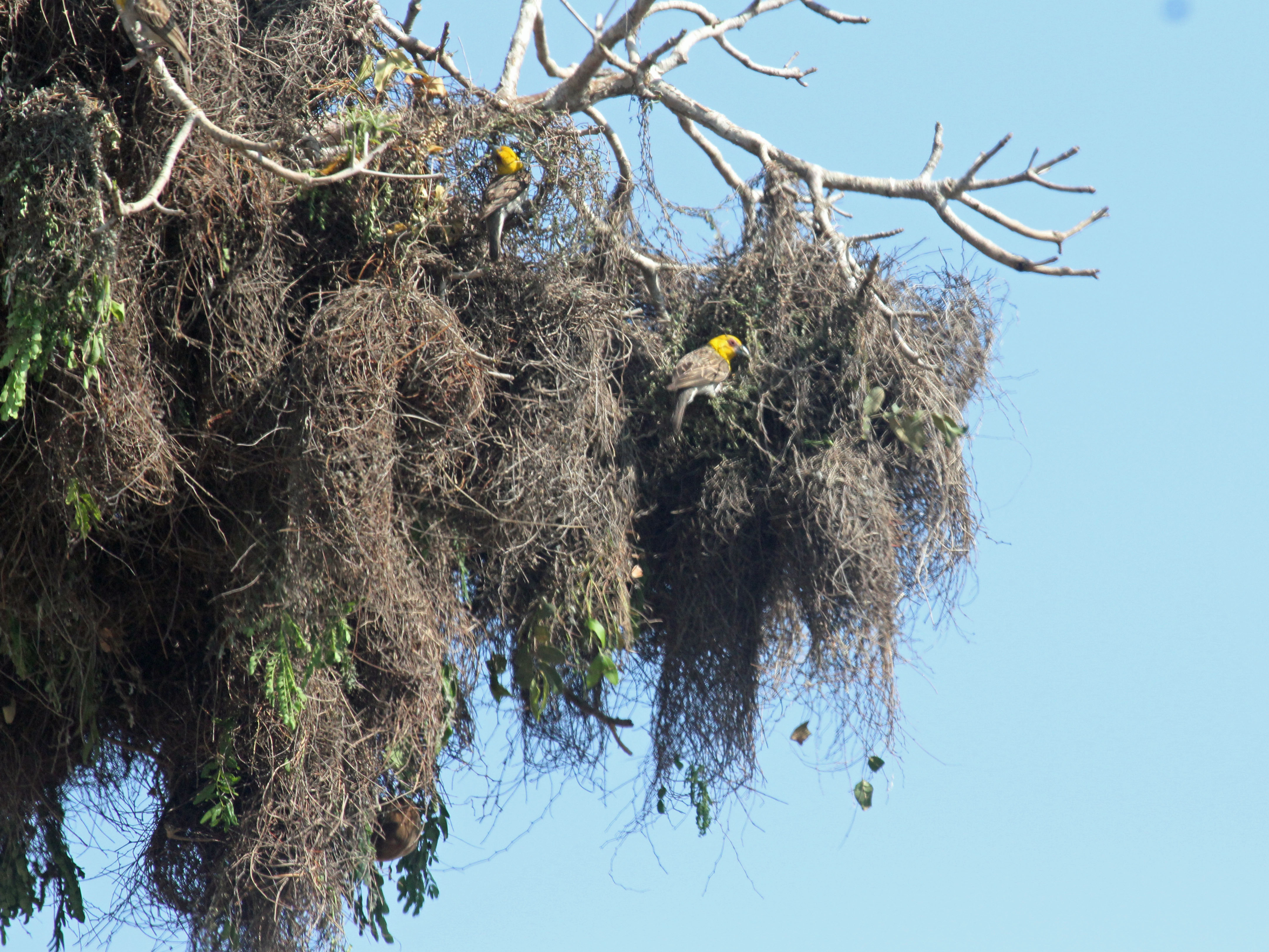
Колонія сакалав

Довжина птаха становить 15 см, вага 20—28 г. У самців під час сезону розмноження голова, горло та груди яскраво-жовті, спина сірувато-бура, крила сірувато-коричневі, махові пера мають білуваті краї. Живіт і боки світло-сірі. Очі карі, навколо очей кільця червоної голої шкіри. У самців під час негніздового періоду забарвлення переважно коричнювате, голова й горло сіро-коричневі, кільця навколо очей рожевуваті. Самиці мають дещо світліше забарвлення, кільця навколо очей у них відсутні, підборіддя і горло і них золотисто-коричневі.

## Поширення і екологія
Сакалави мешкають на заході Мадагаскару. Вони живуть у сухих тропічних лісах і чагарникових заростях, у саванах, парках і садах. Зустрічаються зграйками, на висоті до 1000 м над рівнем моря. Живляться переважно насінням, а також комахами і павуками. Сезон розмноження триває з вересня по квітень. Гніздяться колоніями від 10 до 120 гнізд. В кладці від 2 до 4 світлих зеленувато-блакитних яєць.